# Cochinchina francesa
La Cochinchina francesa, (en francés: Cochinchine française, en vietnamita: Nam Kỳ, Hán tự: 南圻), fue una colonia integrante de la Indochina francesa, que abarcaba la región de Cochinchina en el sur de Vietnam. Formalmente llamada Cochinchina a secas, fue renombrada en 1946 como República autónoma de Cochinchina, una decisión controvertida que ayudó a desencadenar la primera guerra de Indochina. En 1949, la república autónoma, cuyo estatus legal nunca se había formalizado, pasó a llamarse Gobierno provisional de Vietnam del Sur. Se unió al resto de Vietnam en 1949.

## Toponimia
En vietnamita, Cochinchina se llamaba Nam Kỳ ("país del sur") aunque los independentistas preferían usar el término Nam Bộ ("región del sur"). El nombre vietnamita más usual actualmente es Nan Phan. El nombre Cochinchine fue puesto por los franceses tras entrar en el país en 1787.
El nombre Cochinchina deriva del chino Jiaozhi (交阯 o 交趾) esto debido a sus antiguos gobernantes chinos, (que adaptaron la escritura china a su lengua), Cochin es la transcripción fonética hecha por los franceses para el sinograma cuyo significado es colinas de bases cruzadas o huellas cruzadas.

## Historia
Históricamente este territorio fue disputado por los jemer (o camboyanos) y los vietnamitas tras la desaparición del reino de Champa.
En el 111 a. C., bajo el reinado de Wudi de la dinastía Han, el general chino Jiaozhi (交趾郡) se estableció allí, mientras que otros dos comandantes chinos rigieron el resto de Vietnam, llamados Jiuzhen (九真郡) y Ri'nan (日南郡). En el 939, Ngô Quyền (吳權) se proclamó rey de Jiaozhi/Cochin e inició una dinastía.

### Expedición hispano-francesa

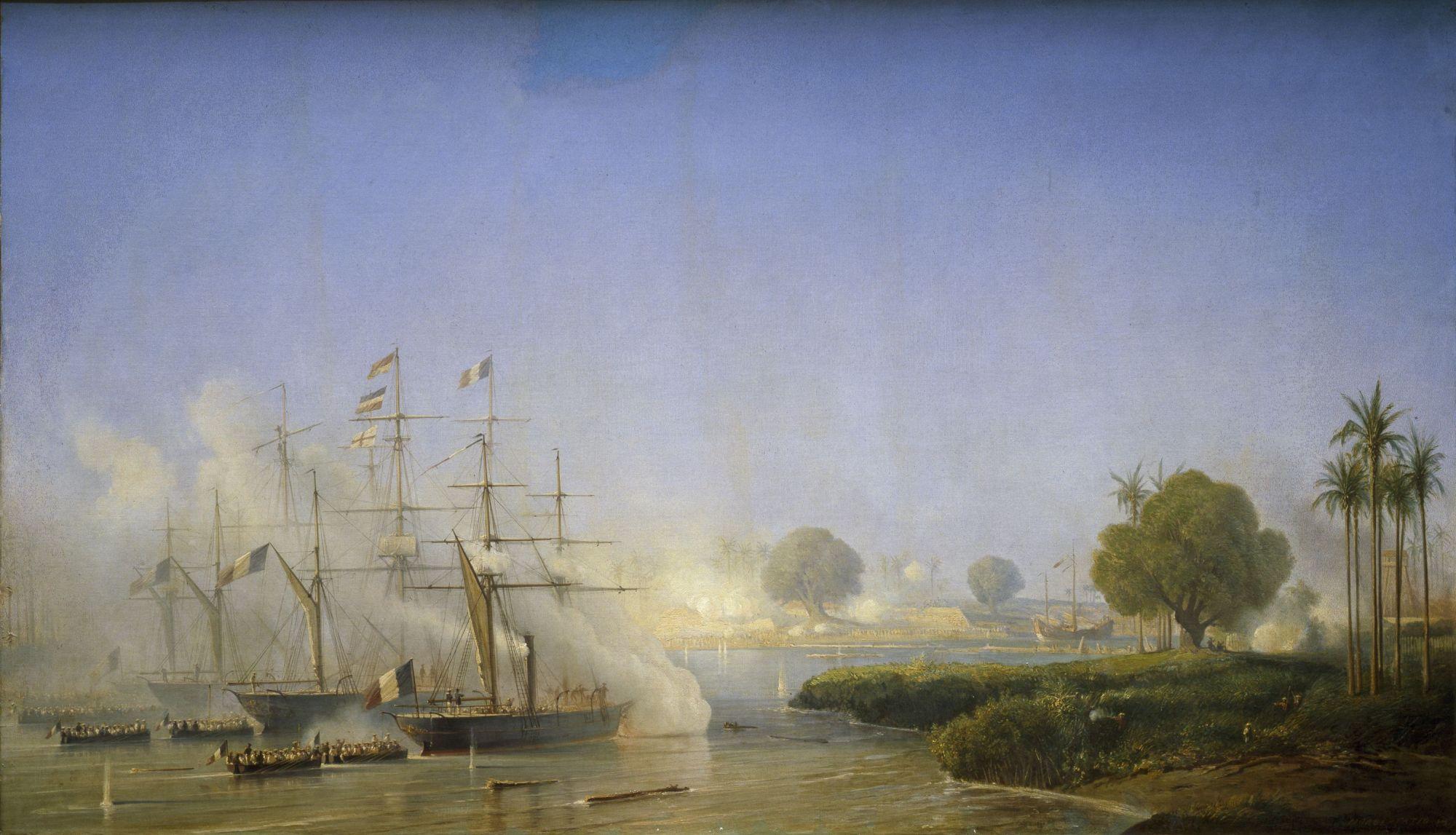
Captura de Saigón.

Tras la situación causada por la persecución de los misioneros cristianos en Indochina, con el asesinato de varios misioneros españoles y franceses en 1858, culminando con la muerte del obispo Díaz Sanjurjo, España y Francia realizaron una expedición de castigo, la Expedición franco-española a Cochinchina, contra los lugareños que terminó con la ocupación hispano-francesa de Saigón y Da Nang, ciudades desde las que en décadas posteriores se conquistaría la Indochina francesa; el gobierno vietnamita se vio obligado a ceder esos territorios a Francia en junio de 1862, por medio de los Tratados de Saigón.
El militar español al frente de las tropas fue el coronel Carlos Palanca. En 1859 volvió a España llamado por el gobierno, para oír su informe sobre Cochinchina. Tras ello se le volvió a enviar como embajador plenipotenciario y comandante en jefe de las tropas españolas que habrían de emprender una campaña de acuerdo con Francia en 1860. Tras conseguir la paz, volvió a España al frente de una comisión de indígenas. Las gestiones y demandas del coronel Palanca no fueron apoyadas por el Gobierno de la metrópoli ni por la Capitanía General de Filipinas, aunque a su vuelta se le cubrió de honores y laureles, tanto en España como en Francia, donde también estuvo ultimando las condiciones de la paz.
Las tropas españolas permanecieron cinco años en la zona, abandonándola al final a causa de los avatares políticos y la subsiguiente falta de envío de suministros y dinero.

### Administración
En 1867, las provincias de Châu Đốc, Hà Tiên y Vĩnh Long se agregaron al territorio controlado por los franceses. En 1864, todos los territorios franceses en el sur de Vietnam fueron declarados como la nueva colonia francesa de Cochinchina, que sería gobernada por el almirante Marie Jules Dupré de 1871 a 1874. La capital colonial francesa se fijó en Saigón.
En 1887, se convirtió en parte de la Unión de Indochina francesa, junto con Annam, Tonkín, Camboya y Laos. A diferencia de los protectorados de Annam y de Tonkín, Cochinchina fue gobernada directamente por los franceses, tanto de jure como de facto, y estuvo representada por un diputado en la Asamblea Nacional. Junto con Tonkín, fue uno de los centros económicos de la Indochina francesa.
Cincuenta y un rebeldes vietnamitas fueron ejecutados tras el levantamiento de Cochinchina en 1916. En 1933, las islas Spratly fueron anexadas a la Cochinchina francesa. En julio de 1941 durante la Segunda Guerra Mundial, las tropas japonesas se asentaron en la Cochinchina francesa (una ocupación de facto). Después de que los japoneses se rindieron en agosto de 1945, Cochinchina fue devuelta al dominio francés.
Tras la Segunda Guerra Mundial, la Cochinchina fue el núcleo del llamado Vietnam del Sur hasta que, al concluir la guerra de Vietnam, se formó el estado de Vietnam, del que Cochinchina forma parte en la actualidad.
Curiosamente, en 1964 los infantes de marina de Estados Unidos desembarcaron en la misma bahía donde lo hicieran las tropas españolas y francesas en 1858: Da Nang, bautizada Tourane por los franceses.

### Final del dominio francés
En 1945, Cochinchina fue gobernada directamente por los japoneses después de haber tomado el control de los franceses en marzo. En agosto, se incorporó brevemente al Imperio de Vietnam. Más tarde ese mes, los japoneses se rindieron al Việt Minh durante la Revolución de Agosto. El 2 de septiembre de 1945, Việt Minh estableció la República Democrática de Vietnam con territorio de Annam, Tonkin y Cochinchina. Los independentistas celebraron las elecciones generales el 6 de enero de 1946 para establecer la primera Asamblea Nacional en Vietnam. Las elecciones supuestamente se organizaron en todas las áreas de Vietnam, incluida Cochinchina, pero la colonia del sur estaba entonces bajo el control de los franceses.
El 1 de junio de 1946, mientras el liderazgo del Việt Minh estaba en Francia para negociaciones, los autonomistas del sur proclamaron un gobierno de Cochinchina, por iniciativa del Alto Comisionado d'Argenlieu y en violación del acuerdo Ho-Sainteny del 6 de marzo. La colonia se proclamó "República Autónoma". La guerra entre Francia y el Viet Minh siguió (1946-1954). Nguyễn Văn Thinh, el primer jefe de su gobierno, murió en un aparente suicidio en noviembre del mismo año. Fue sucedido por Lê Văn Hoạch, un miembro de la secta caodaista. En 1947, Nguyễn Văn Xuân reemplazó a Lê y renombró al "Gobierno Provisional de la República Autónoma de Cochinchina" como el "Gobierno Provisional de Vietnam del Sur", declarando abiertamente su objetivo de reunir a todo el país.
Al año siguiente, se proclamó el "Gobierno Central Provisional de Vietnam" con la fusión de Annam y Tonkín: Xuân se convirtió en su primer ministro y dejó el cargo en Cochichina, donde fue reemplazado por Trần Văn Hữu. Xuân y los franceses acordaron reunir a Vietnam, pero Cochinchina planteó un problema debido a su estado legal mal definido. A la reunificación se opusieron los colonos franceses, que aún influían en el consejo cochinchino, y los autonomistas vietnamitas del sur: retrasaron el proceso de reunificación argumentando que Cochinchina todavía era legalmente una colonia, ya que su nuevo estatus como República nunca había sido Ratificado por la Asamblea Nacional francesa, y que cualquier cambio territorial por lo tanto requiere la aprobación del parlamento francés. Xuân emitió un reglamento que reunía a Cochinchina con el resto de Vietnam, pero fue revocado por el consejo cochinchino.
Cochinchina permaneció separada del resto de Vietnam durante más de un año, mientras que el exemperador Bảo Đại, a quien los franceses querían devolver al poder como una alternativa política a Hồ Chí Minh, se negó a regresar a Vietnam y asumir el cargo como jefe de Estado hasta que el país estuviera completamente reunido. El 14 de marzo de 1949, la Asamblea Nacional francesa votó una ley que permitía la creación de una Asamblea Territorial de Cochinchina. Este nuevo parlamento cochinchino fue elegido el 10 de abril de 1949, y los representantes vietnamitas se convirtieron en mayoría. El 23 de abril, la Asamblea Territorial aprobó la fusión del "Gobierno Provisional de Vietnam del Sur" con el "Gobierno Central Provisional de Vietnam". La decisión fue a su vez aprobada por la Asamblea Nacional de Francia el 20 de mayo, y la fusión entró en vigencia el 4 de junio. Entonces se pudo proclamar el Estado de Vietnam, con Bảo Đại como jefe de Estado.